# Ларсон, Стивен
| Открытые астероиды: 1 Открытие сделано совместно с К. У. Хердженротер | Открытые астероиды: 1 Открытие сделано совместно с К. У. Хердженротер |
| --------------------------------------------------------------------- | --------------------------------------------------------------------- |
| (85316) 1995 BA4                                                      | 28 января 1995                                                        |

Стивен М. Ларсон (англ. Steve Larson) — американский астроном и первооткрыватель астероидов, который работает в Лаборатории Луны и планет в Аризонском университете в Тусоне. В январе 1995 года совместно с другим американским астрономом Карлом Хердженротером им был обнаружен астероид (85316) 1995 BA4. Помимо этого, он активно занимается изучением комет, в частности недавно им были оцифрованы 1910 изображений кометы Галлея, что позволило выявить новые детали в её структуре. Его программа мониторинга комет с помощью спектроскопии и визуализации позволила выявить много интересных аспектов различных комет. Является одним из первооткрывателей спутника Сатурна Телесто.
В знак признания его заслуг одному из астероидов было присвоено его имя (3690) Ларсон.